# Griffin Bell
Griffin Boyette Bell (Americus, 31 ottobre 1918 – Atlanta, 5 gennaio 2009) è stato un politico statunitense.

## Biografia
Fu il 73º procuratore generale degli Stati Uniti sotto il presidente degli Stati Uniti d'America Jimmy Carter (39º presidente).
Nato nello Stato della Georgia, studiò prima al Southwestern College della Georgia e poi al Walter F. George School of Law. Nel dicembre 2008 a distanza di tanti anni dal compimento dei suoi studi Bell ricevette un dottorato ad honorem.
Bell fu il primo membro del governo degli Stati Uniti citato nell'elenco delle persone meglio vestite del famoso stilista Richard Blackwell, nel 1978.